# 262144
262144（二十六万二千百十四、にじゅうろくまんにせんひゃくじゅうよん）は、自然数または整数において、262143の次で262145の前の数である。

## 性質
- 262144は合成数であり、約数は 1, 2, 4, 8, 16, 32, 64, 128, 256, 512, 1024, 2048, 4096, 8192, 16384, 32768, 65536, 131072, 262144 であり、素因数分解から自明な通り、全て2の累乗 (20, ..., 218) である。
  - 約数の和は524287で 219 − 1 のメルセンヌ素数である。
    - 約数の和と元の数との積が完全数になる7番目の超完全数である。1つ前は65536、次は1073741824。(オンライン整数列大辞典の数列 A019279)

  - 約数を19個もつ最小の数である。次は387420489。
    - 約数を n 個もつ最小の数とみたとき、1つ前の18個は180、次の20個は240。(オンライン整数列大辞典の数列 A005179)
- 262144 = 218
  - 18番目の2の累乗数である。1つ前は131072、次は524288。
  - n = 2 のときの n18 の値とみたとき1つ前は1、次は387420489。
    - 2番目の十八乗数。十八乗数は、平方数、立方数、九乗数の三つを兼ねそろえた数である。
- 262144 = 49
  - 4番目の九乗数（二重立方数）である。1つ前は19683、次は1953125。
  - n = 9 のときの 4n の値とみたとき1つ前は65536、次は1048576。
  - n = 4 のときの 42n+1 の値とみたとき1つ前は16384、次は4190304。(オンライン整数列大辞典の数列 A013709)
  - 262144 = 4321
    - n = 4 のときの階冪の値と見たとき、1つ前は9、次は6.206069878660874… × 10183230。(オンライン整数列大辞典の数列 A049384)
- 262144 = 86
  - 8番目の六乗数（平方数かつ立方数）である。1つ前は117649、次は531441。
  - 262144 = 1× 8 × 64 × 512
    - 初項 1、公比 8 の等比数列における第4項までの総乗である。1つ前は512、次は1073741824。(オンライン整数列大辞典の数列 A109966)
      - この値は n = 4 のときの 8n(n−1)/2 の値である。

  - n = 6 のときの 8n の値とみたとき1つ前は32768、次は2097152。
- 262144 = 643
  - 64番目の立方数である。1つ前は250047、次は274625。
  - n = 64 のときの 64n の値とみたとき1つ前は4096、次は16777216。
- 262144 = 5122
  - 512番目の平方数である。1つ前は261121、次は263169。
  - n = 2 のときの 512n の値とみたとき1つ前は512、次は134217728。

## その他 262144 に関連すること
- 262144 = 643 であり、QVGAディスプレイの色数となっている場合がある。（N505i、V601SH、W41SHなどの携帯電話機種、PCディスプレイなど）